# Кизил-Яр (Сєверний район)
Кизи́л-Яр (рос. Кызыл Яр) — присілок у складі Сєверного району Оренбурзької області, Росія.
Стара назва — Кизиляр.

## Населення
Населення — 106 осіб (2010; 157 у 2002).
Національний склад (станом на 2002 рік):
- татари — 98 %